# 色川氏
色川氏(いろかわし/いろがわし）は、紀伊国色川における豪族、国人衆、熊野水軍。
桓武平氏の流れをくみ、平、清水、色河とも称する。

## 歴史

### 平安時代末期
- 文治元年(1185年)　紀伊勝浦の山成島にて入水したと見せかけて落ちのびた平維盛を色川郷、藤綱要害の森に匿い、盛広、盛安の二児をもうけ、室町時代～戦国時代に続く紀伊国人衆色川氏の祖となったという[1]。

### 南北朝時代
- 延元元年（1336年)　色川盛氏が後醍醐天皇の綸旨により南朝方として新宮、那智、太地などで兵船に乗り足利尊氏の親族である石塔義房等の軍勢と戦った[2]。

### 戦国時代から安土桃山時代
- 永禄5年(1562年)　色川盛直は紀伊国人衆として畠山高政に従い畿内侵攻、教興寺の戦いに参陣した[3]。
- 天正2年(1574年)～天正6年(1578年)　色川郷、鎌ヶ峯城で色川盛直が堀内氏善に攻められるがこれを撃退した[3]。
- 天正13年(1585年)　豊臣秀吉による紀州攻めにおいて、堀内氏善が降伏すると色川氏も上方勢に帰順し領地を安堵された[3]。
- 文禄元年(1592年)　文禄の役において色川党枝連衆の色川三九郎が藤堂高虎に従って軍船で参陣した[4]。
- 慶長5年(1600年)　関ヶ原の戦いにおいて色川三九郎は西軍に従い牢人となる[4]。
- 元和5年(1619年)　色川氏は紀州藩主・徳川頼宣の附家老で新宮城主、水野重央に仕えた。[4]

### 江戸時代
- 延宝8年(1680年)　徳川光圀は大日本史編纂のため紀州に佐々宗淳を遣わせた際に色川の地に伝わる色川文書を調べさせた[5]。